# 필 야기엘카
필 야기엘카(영어: Phil Jagielka, 영어 발음: /fɪl jəˈɡjɛlkə/)로 잘 알려진 필립 니코뎀 야기엘카(영어: Philip Nikodem Jagielka, 1982년 8월 17일~)는 잉글랜드의 축구인으로 현역 시절 중앙 수비수로 활동했다. 셰필드 유나이티드 FC와 에버턴 FC에서 주로 활동했으며 폴란드어계 성 'Jagielka'를 영어로 읽은 필 자기엘카(영어 발음: /fɪl ˌdʒæɡiˈɛlkə/)로도 알려져 있다.
야기엘카는 셰필드 유나이티드의 청소년 구단에서 성장한 후 2000년 셰필드 유나이티드 1군에 데뷔했다. 2005-06 시즌 셰필드 유나이티드의 부주장으로 임명되었고 셰필드 유나이티드 소속으로 EFL 챔피언십과 FA 프리미어리그에서 활동했다. 셰필드 유나이티드가 챔피언십으로 강등된 후 2007년 400만 파운드(약 65억 원)의 이적료로 에버턴으로 이적했고 2013년부터 2019년까지 에버턴의 주장을 역임했다. 에버턴에서 총 385경기에 출전한 후 2019년 에버턴을 떠나 셰필드 유나이티드로 복귀했고 2021년 8월 더비 카운티 FC로 이적했다. 2022년 1월 스토크 시티 FC로 이적했고 2022-23 시즌이 끝나고 스토크 시티를 떠나 2023년 11월 선수 경력을 마감했다.
야기엘카는 2008년 잉글랜드 축구 국가대표팀에 데뷔했고 잉글랜드 대표팀에서 총 40경기에 출전했다. 그는 잉글랜드 대표팀 소속으로 UEFA 유로 2012, 2014년 FIFA 월드컵에 참가했다.

## 어린 시절
필 야기엘카는 1982년 8월 17일 영국 그레이터맨체스터주의 세일에서 폴란드계, 스코틀랜드계 혈통을 가진 부모 사이에서 태어났다. 그의 성 '야기엘카(영어: Jagielka)'는 폴란드어 성 '야기에우카(폴란드어: Jagiełka)'가 영어식으로 변화한 것으로 제2차 세계 대전을 피해 폴란드 제2공화국을 떠나 영국 맨체스터에 정착한 폴인 조부모에게서 유래했다.
그는 8살부터 11살까지 성가정 축구단(영어: Holy Family Football Club)에서 오른쪽 윙어로 활동했고, 이후 알트링엄의 헤일 반스 유나이티드(영어: Hale Barns United)와 무어랜즈 초등학교(영어: Moorlands Junior School) 축구단에서는 미드필더로 활동했다. 넛츠퍼드 고등학교에서 학업을 수행한 그는 1998년 15세에 셰필드 유나이티드 FC 청소년부에 입단하기 전까지 에버턴 FC, 스토크 시티 FC, 맨체스터 시티 FC의 유소년부에서 활동했다.

## 구단 경력
2007년에 4백만 파운드의 이적료로 에버턴 FC으로 이적해 오기 전까지 셰필드 유나이티드 FC에서 오랜 기간 활약했으며 2019년에 복귀하였다.
2023년 11월 28일 41세의 나이에 선수 경력을 마감했다.

## 개인사
필 야기엘카에게는 축구 선수였던 형 스티브 야기엘카가 있었다. 현역 시절 미드필더로 활동했던 스티브는 스토크 시티 FC에서 프로 선수 경력을 시작해 슈루즈베리 타운 FC, 셰필드 유나이티드 FC 등에서 활동했다. 그는 2021년 3월 43세의 나이에 메타돈 투약으로 인한 흡인성 폐렴으로 사망했다.
그의 아들 잭 야기엘카(영어: Zac Jagielka)도 축구 선수로 활동하고 있으며 포지션은 공격수이다. 그는 2023년을 기준으로 리버풀 FC 유소년팀과 웨일스 U-17 축구 국가대표팀에서 활동하고 있다.